# Désiré de Haerne
Désiré Pierre Antoine de Haerne (Ieper, 4 juli 1804 - Sint-Joost-ten-Node, Brussel, 22 maart 1890) was een Belgisch rooms-katholiek priester, lid van het Nationaal Congres, volksvertegenwoordiger voor Roeselare en Kortrijk, stichter, leraar en directeur van het bisschoppelijk college in Kortrijk, geheim kamerheer van paus Pius IX en huisprelaat van paus Leo XIII en hoofdinspecteur katholiek onderwijs.

## Levensloop
Hij was de oudste van de tien kinderen van Pierre Antoine André de Haerne, een ambtenaar en handelaar in Ieper en van Sophie Van der Ghote. Hij studeerde vanaf 1 oktober 1823 aan het seminarie van het bisdom Gent en werd op 6 juli 1828 tot priester gewijd. Tijdens zijn seminariejaren kwam hij onder de invloed van de Franse liberale priester Lamennais, met wie hij correspondeerde. Tijdens het schooljaar 1824-25 werd hij leraar aan het pas opgerichte college in Kortrijk. Hij verwierf op latere leeftijd nog universitaire diploma's: in 1856 werd hij doctor in de wijsbegeerte en letteren in Leuven en in 1870 (ere)doctor in de theologie aan de Gregoriana in Rome. Hij werd in 1850 titulair kanunnik en in 1855 erekanunnik van het bisdom Brugge en in 1870 huisprelaat van de paus.
De Haerne had een druk leven, zowel binnen de kerkelijke structuren als in zijn functie van volksvertegenwoordiger. Hij nam heel wat initiatieven en was daarnaast druk in de weer voor het publiceren van zijn ideeën op talrijke domeinen. De grootste inzet van Désiré de Haerne lag in het onderwijs, onder andere door zijn bijdrage aan de opleiding van blinden en doofstommen én zijn actie voor de invoering van het Nederlands in het middelbaar onderwijs.
Hij was de broer van Augustus de Haerne (1806-1870), eveneens een rooms-katholiek priester en deken in Ninove.

## Ambten als priester
De Haerne vervulde de volgende ambten als priester van het Bisdom Brugge:
- surveillant en leraar godsdienst aan het Koninklijk Atheneum, Gent 1823,
- leraar Koninklijk College, Gent, 1 juli 1824,
- leraar aan het College in Kortrijk, 1 augustus 1824-1825,
- onderpastoor op de parochie Sint-Martinus en Sint-Christoffel, Moorslede, 17 maart 1829,
- leraar retorica Klein Seminarie, Roeselare, 16 januari 1830,
- onderpastoor Parochie Sint-Jacob-de-meerdere, Brugge, 26 juli 1830 tot 5 september 1831,
- in 1833 heroprichter, samen met David Verbeke van het Sint-Amanduscollege in Kortrijk en leraar in de retorica, mathesis en staatshuishoudkunde,
- inspecteur van de bisschoppelijke colleges in het Bisdom Brugge van 1852 tot 1868,
- rector van het Engels Seminarie, Brugge, 8 juli 1869 tot 16 augustus 1873.

Het meeste invloed had de Haerne in zijn functie van inspecteur van het onderwijs in het bisdom Brugge. Hij was een actief pleitbezorger van onderwijs in de volkstaal en kwam op tegen het taalparticularisme en voor het gebruik van het algemeen Nederlands. 

## Activiteiten voor gehandicapten
Zoals andere West-Vlaamse geestelijken in zijn tijd (Charles Carton, Leo de Foere) was hij bekommerd om de opvoeding en opleiding van doofstomme en blinde kinderen. Hij maakte met deze zorg kennis tijdens zijn seminarietijd in Gent, toen hij meewerkte met kanunnik Petrus Jozef Triest. Tijdens zijn korte periode in Moorslede had hij de zorg voor een schooltje waar hij de pedagogische principes van Charles Carton in toepassing bracht.
Naast zijn andere activiteiten hield hij zich later ook met de organisatie van het bijzonder onderwijs bezig. Vooral werd hij:
- van 1858 tot 1869: directeur in Brussel, van het door Triest en de Zusters van Liefde gestichte Instituut voor Doofstommen en Blinden,
- in 1870: directeur en medestichter van een katholiek instituut voor doofstommen in Handsworth Woodhouse, in 1875 overgebracht naar Boston Spa. Ook al resideerde hij niet in deze Engelse stichting, hij bleef er directeur van tot in 1882 en bracht er jaarlijks enige tijd door,
- in 1885 werd op zijn initiatief een Bombay institution for Deaf and Mutes opgericht in Indië.

Hij zat congressen voor die het onderwijs aan blinde en doofstomme kinderen bestudeerden en ijverde voor de totstandkoming van speciale normaalscholen die op dit onderwijs voorbereidden.
De Haerne was ook bezorgd om kinderen met handicaps die geboren werden in families waar te vaak huwelijken onder bloedverwanten plaatsvonden. Hij zag er de concrete gevolgen van in de familie Van der Ghote, waar hij langs zijn moeder toe behoorde. Hij deed in 1857 de familiehoofden een pact ondertekenen, waarbij voor honderd jaar de contacten tussen de verschillende familietakken onderbroken werden.

## Politieke mandaten en gerelateerde functies
Pas tot onderpastoor benoemd in Moorslede ontwaakte de politicus in de Haerne. Hij begon te schrijven in oppositiekranten zoals Le Courrier des Pays-Bas, Le drapeau belge en Journal des Flandres. In Moorslede zette hij zich in voor de Petitiebeweging tegen het Hollands bewind en verzamelde in dit kleine dorp meer dan 2.000 handtekeningen.
Leraar benoemd aan het Klein Seminarie in Roeselare begin 1830 vervolgde hij zijn acties, maar werd door de burgerlijke overheid weldra verbod van lesgeven opgelegd. Hij werd dan maar onderpastoor benoemd in Brugge, wat evenmin zijn oppositie tegen het regime deed ophouden. Hij was in het arrondissement Roeselare niet vergeten en werd begin november 1830, samen met Constantin en Alexander Rodenbach tot lid van het Nationaal Congres verkozen.
Hij was in het Congres bijzonder actief. In totaal hield hij zestien tussenkomsten. Enkele daarvan waren uitgebreide en gepassioneerde toespraken, die indruk maakten. Men mag hierbij niet uit het oog verliezen dat de Haerne amper 26 jaar oud was. In zijn eerste tussenkomst verdedigde hij de republiek als nieuwe staatsvorm tegen de monarchie. Hij nam mee initiatief om aan de Nassaus definitief de Belgische troon te ontzeggen en kwam op tegen de overeenkomsten die de mogendheden in Londen bedisselden. Hij stemde dan ook tegen het Verdrag der XVIII artikelen. Zoals hij ook tegen het tweekamerstelsel stemde en talrijke argumenten ontwikkelde om geen senaat te hebben. Wanneer dan toch de monarchie was aanvaard, stemde hij in eerste instantie voor de hertog van Leuchtenberg als koning, omdat die beschouwd werd als het minst schatplichtig tegenover de mogendheden. Toen dit niet lukte en een regent moest worden verkozen stemde hij voor Félix de Merode, die het echter moest afleggen tegen Erasme Louis Surlet de Chokier. Wanneer dan in een volgende fase voor Leopold van Saksen Coburg werd gekozen, was de Haerne een van de 45 tegenstemmers. Hij verklaarde hierbij dat zijn kandidaat Surlet de Chokier was. Het is duidelijk dat een bescheiden Belgische edelman, zonder nakomelingen, hem het beste alternatief leek voor een republiek en dit eigenlijk een soort 'republikeinse monarchie' zou tot stand brengen.
In augustus 1831 werd hij voor hetzelfde arrondissement Roeselare tot lid van de Kamer van volksvertegenwoordigers verkozen, en bleef dit tot aan de Kamerontbinding van april 1833. Bij deze verkiezingen was hij geen kandidaat onder druk van de Brugse bisschop François-René Boussen, die tegen de te liberale opstelling van de Haerne was en zijn sympathie voor het Algemeen Beschaafd Nederlands niet deelde. 
Hij wilde de politieke activiteit hernemen en stelde zich in 1839 kandidaat bij een tussentijdse verkiezing in Kortrijk. Hij werd echter verslagen door de liberale kandidaat Jean-Baptiste Van Cutsem. Het is pas in 1844 dat hij voor het arrondissement Kortrijk werd verkozen, mandaat dat hij bleef vervullen tot aan zijn dood. 
Hij bleef een actieve pleitbezorger van de constitutionele monarchie en van het liberale denken volgens Lamennais, met onder meer de persvrijheid en de vrijheid van onderwijs. In de schoolstrijd verdedigde hij uiteraard het katholiek onderwijs. Verder was hij vooral bekommerd om de landbouw en om de textielindustrie. Hij promoveerde economische ontsluitingsmiddelen zoals de waterwegen, de trein en de buurtspoorwegen. Hij was ook rapporteur over de projecten voor de oprichting van de Congreskolom en van de dynastiekerk in Laken. In 1885 behoorde hij tot de voorstanders van het toestaan aan Leopold II om de leiding te nemen van een Congo Vrijstaat. Ook ijverde hij voor meer welvaart voor Vlaanderen. Hij was erg begaan met het lot van de Vlaamse werklieden en probeerde de staat te overtuigen om de Vlaamse industrie meer te ondersteunen. Eveneens waarschuwde hij voor het opkomende socialisme en pleitte hij voor een burgerlijk paternalisme.
Toen de strijd tussen de katholieken en de liberalen scherpere vormen begon aan te nemen, werd hij door zijn geestelijke oversten gedwongen om de katholieke belangen voor de Vlaamse te plaatsen. Hierdoor evolueerde hij in conservatieve richting; in 1858 werd hij lid van de Association conservatrice et constitutionelle en in 1868 werd hij lid van het centraal comité van de Union catholique.
Zijn politieke mandaten zijn als volgt te situeren:
- 3 november 1830 tot 20 juli 1831: lid Nationaal Congres voor het kiesdistrict Roeselare,
- 29 augustus 1831 tot 23 april 1833: volksvertegenwoordiger voor het arrondissement Roeselare,
- 29 januari 1844 tot 22 maart 1890: volksvertegenwoordiger voor het arrondissement Kortrijk. Vanaf 1885 was hij de ouderdomsdeken van de Kamer.

Door zijn politieke activiteiten, werd de Haerne ook bij andere organismen betrokken, zoals:
- 1833: lid van de Académie de l'Industrie et du Commerce Parijs,
- 1838: lid van de Association pour l'Amélioration de l'Industrie linière, Brussel,
- 1844: voorzitter van het Comité de l'Industrie linière, Kortrijk,
- 1845-1852: lid van de Commission pour l'Etude des Institutions de Bienfaisance,
- 1863: beheerder van de Société du Chemin de Fer de Braine-le-Comte à Courtrai.

## Eerbetoon
- In Kortrijk werd voor hem in 1895 een standbeeld opgericht aan de oostkant van de Grote Markt. In 1929 werd het overgeplaatst naar het Casinoplein en sinds 1951 staat het monument in de Mgr. de Haernelaan. Het comité dat voor de oprichting van dit monument instond, werd voorgezeten door Guido Gezelle.
- Ook in Ieper, Roeselare en Etterbeek werd een straat naar hem genoemd.

## Publicaties
- La jonction de l'Escaut et de la Lys, le canal de Bossuyt, Brussel, 1852.
- De Tongvallen van Groot-Bretanje in verband met de Vlaemsche of de Nederduitsche tael, Gent 1852.
- De l'avenir des voies de navigation dans les bassins de l'Escaut et de la Lys, particulièrement de celles qui doivent relier la Lys au canal de Bruges, à l'Escaut et à l'Yperlée, Brussel, 1856.
- Considérations sur l'enseignement mixte, Brussel, 1856.
- Tableau de la charité chrétienne en Belgique, ou relevé des oeuvres de bienfaisance dues principalement à l'usage des libertés inscrites dans la constitution belge, Brussel 1857.
- De la charité dans ses rapports avec la civilisation du peuple en Belgique, Brussel, 1859.
- De la Chine, considérée en elle-même et dans ses rapports avec l'Europe, Brussel, 1860.
- La question monétaire considérée en général et dans ses rapports avec l'Angleterre, la France, la Suisse et la Belgique, Brussel, 1860.
- De la centralisation anglaise, Brussel, 1861.
- La question américaine dans ses rapports avec les moeurs, l'esclavage, l'industrie et la politique, Brussel, 1862.
- De l'enseignement spécial des sourds-muets, considéré, dans les méthodes principales, d'après la tradition et le progrès, Brussel, 1865.
- Des bourses d'études, à propos de la réforme de l'université d'Oxford et des fellowships, Brussel, 1866.
- De l'éducation des peuples dans les anciens états à esclaves d'Amérique, Brussel, 1867.
- De l'oeuvre des sourds-muets et des aveugles considérée en général et particulièrement dans les institutions dirigées par les congrégations religieuses en Belgique, Brussel, 1868.
- Rapport sur l'enseignement primaire obligatoire (...), Brussel, 1872.
- Considérations sur l'enseignement obligatoire, Leuven, 1875.
- The natural language of signs, Washington, 1875.
- Mariages consanguins et surdi-mutité, Leuven, 1877.
- Le progrès du cathocisisme parmi les peuples d'origine anglo-saxonne depuis 1857, Brussel, 1878.
- Les Belges en Asie mineure sous la domination grecque et romaine, Brussel, 1880.
- De Keltische tongvallen in verband met de Nederduitsche taal, Gent, 1880.
- Analogies hiberno-flamandes ou affinités entre la langue irlandaise et flamande, Gent, 1884.
- Coup d'oeil historico-linguistique sur le flamand dans ses rapports avec les idiomes celtiques et les doialectes germaniques de la Grande-Bretagne, Gent, 1885.
- De l'union des flamands et des wallons considérée dans le passé, pour servir d'exemple dans le présent et dans l'avenir, Brussel, 1888.

De Haerne schreef circa een duizendtal bijdragen in dag- en weekbladen en in tijdschriften.
Zijn talrijke redevoeringen in het Nationaal Congres en in de Kamer van volksvertegenwoordigers zijn terug te vinden in de Parlementaire Annalen.

## Bron
De archieven van Désiré de Haerne (briefwisseling, handschriften, door hem geannoteerde gepubliceerde werken) berusten op het Archief van het Bisdom Brugge.
- Gemeinsame Normdatei: 1146946910
- International Standard Name Identifier: 0000 0000 6125 9324
- Library of Congress Control Number: nr00025984
- Nederlandse Thesaurus van Auteursnamen: 070128022
- SNAC: w6071qc7
- Système universitaire de documentation: 25918795X
- Virtual International Authority File: 73694012
- WorldCat: E39PBJx8y7f7D9rtwkrbW4BHG3